# Nauru en los Juegos Olímpicos de Tokio 2020
Nauru estuvo representado en los Juegos Olímpicos de Tokio 2020 por dos deportistas, un hombre y una mujer, que compitieron en dos deportes.
Los portadores de la bandera en la ceremonia de apertura fueron el atleta Jonah Harris y la halterófila Nancy Genzel Abouke. El equipo olímpico nauruano no obtuvo ninguna medalla en estos Juegos.